# Marcelo Echegaray
Marcelo Edmundo Oscar Echegaray (General Acha, 11 de febrero de 1935-Buenos Aires, 6 de abril de 2021) era un exfutbolista argentino que se desempeñaba como defensa.

## Clubes
| Club               | País      | Año         |
| ------------------ | --------- | ----------- |
| Atlanta            | Argentina | 1956 - 1960 |
| River Plate        | Argentina | 1960 - 1964 |
| Argentinos Juniors | Argentina | 1964 - 1966 |